# Marie-Julie Baup
Pour les articles homonymes, voir Baup.
Marie-Julie Baup est une actrice française née le 10 avril 1979.
Après deux nominations aux Molières (2005 et 2014), elle remporte en 2023 le Molière de la comédienne dans un spectacle de théâtre privé et le Molière du metteur en scène pour Oublie-moi d'après Matthew Seager.

## Biographie

### Jeunesse et formation
Marie-Julie Baup découvre le théâtre au collège. « J’ai toujours su que je voulais faire ça. Cela m’a pris en jouant La Cantatrice chauve en sixième, en improvisant avec un cigare qui ne marchait pas. J’étais une enfant très timide. Et tout d’un coup, la scène m’a libérée de quelque chose : j’ai ressenti un plaisir inouï à être sur un plateau et à dire le texte de quelqu’un d’autre et de pouvoir me planquer derrière, aussi. ». Après le bac, elle entre au Cours Florent puis au cours Eva Saint-Paul.

### Au théâtre
Marie-Julie Baup commence sa carrière avec Jean-Claude Penchenat, alors directeur du centre d’art dramatique d’Arcueil qui l'engage dans sa troupe et qui la met en scène dans Carola de Jean Renoir, L'Intervention de Victor Hugo, ou encore L'Étudiant roux de Julien Green.
En 2005, elle joue dans la pièce de théâtre Amadeus de Peter Shaffer, mise en scène par Stéphane Hillel, aux côtés de Jean Piat et Lorànt Deutsch. Son interprétation de Constance lui vaut une nomination dans la catégorie révélation théâtrale aux Molières.
En 2007, elle coécrit la pièce Question d'envie, qu'elle interprète au théâtre de Paris en compagnie de Didier Tournan, Laetitia Pelliteri et Catherine Birau.
En 2008, toujours au  théâtre de Paris, elle joue La Forme des choses de Neil LaBute aux côtés de Julie Delarme. Puis s'ensuivent  L'Importance d'être constant d'Oscar Wilde, mise en scène Pierre Laville, Le Songe d'une nuit d'été de William Shakespeare, mise en scène Nicolas Briançon, Tartarin de Tarascon de Jérôme Savary, La Station Champbaudet d'Eugène Labiche, mise en scène Ladislas Chollat, Théâtre Marigny. Divina de Jean-Robert Charrier, mise en scène Nicolas Briançon avec Amanda Lear lui vaut une nomination au Molière de la comédienne dans un second rôle en 2014.
En 2015, Marie-Julie Baup interprète le rôle titre dans la comédie musicale Irma la douce de Alexandre Breffort, mise en scène Nicolas Briançon au Théâtre de la Porte Saint-Martin aux côtés de Nicole Croisille et de Lorànt Deutsch. Elle est ensuite mise en scène par Anne Bourgeois dans Le Plus beau jour de David Foenkinos au Théâtre Hébertot. Elle retrouve Nicolas Briançon pour Faisons un rêve de Sacha Guitry au théâtre de la Madeleine puis José Paul pour Papa va bientôt rentrer de Jean Franco au théâtre de Paris. En 2018, elle joue dans Le Prénom de Matthieu Delaporte et Alexandre de la Patellière, mise en scène Bernard Murat au théâtre Édouard VII avec Florent Peyre et Jonathan Lambert.
En 2022, l'acteur Thierry Lopez, son partenaire de jeu dans Le Songe d'une nuit d'été et Divina lui propose la comédie romantique In other words du britannique Matthew Seager. Ensemble ils l'adaptent, la mettent en scène et la jouent au Festival Off d'Avignon et au Théâtre du Petit-Saint-Martin,. Pour Paris Match : « «Oublie-moi » n’est pas qu’une fable amoureuse, la pièce raconte le couple dans l’adversité, la détresse de celui qui se voit vaciller, la force inébranlable de celle qui doit soutenir l’être aimé. Le décor minimaliste permet à Marie-Julie Baup et Thierry Lopez, tous deux également à la mise en scène, de montrer l’étendue de leur palette de jeu. Entre humour et drame, lui devient autre, elle est bouleversante de sincérité ». 
En 2023, la pièce est nommée quatre fois aux Molières et remporte les quatre prix, dans la catégorie spectacle de théâtre privé : Molière du comédien, Molière de la comédienne, Molière du metteur en scène et le Molière du théâtre privé.

### Au cinéma et à la télévision
Au cinéma Marie-Julie Baup tourne dans Micmacs à tire-larigot de Jean-Pierre Jeunet avec Dany Boon et Julie Ferrier, Jalouse de David Foenkinos & Stéphane Foenkinos, Ni une ni deux d'Anne Giafferi, Délicieux d'Éric Besnard...
À la télévision, elle participe à plusieurs séries : PJ,  Paris, enquêtes criminelles, Scènes de ménages, Au service de la France, Le juge est une femme, Jeux d'influence, Parents mode d'emploi, Je te promets...

### Vie privée
Marie-Julie Baup est la petite-fille du Dr Jean Laboucarié, ancien Résistant et psychiatre, fondateur de la clinique d'Aufrery, et est la nièce du professeur Bernard Guiraud-Chaumeil, longtemps doyen de la faculté de médecine de Toulouse.
Elle rencontre Lorànt Deutsch alors qu’ils jouent en 2005 la pièce Amadeus au théâtre. Il la demande en mariage à Honfleur, et ils se marient le 3 octobre 2009 à Loix sur l'île de Ré,. Ils ont deux filles (nées en décembre 2010 et en mai 2012) et un garçon (né en mai 2014).
Le 26 septembre 2023, sur le plateau de l'émission C à vous sur France 5, Lorànt Deutsch annonce que son épouse l'a quitté.

## Filmographie

### Cinéma

#### Longs métrages
- 2004 : Le Cou de la girafe de Safy Nebbou : la jeune fille du train.
- 2008 : L'Empreinte de Safy Nebbou : l'infirmière.
- 2009 : Micmacs à tire-larigot de Jean-Pierre Jeunet : Calculette.
- 2012 : 10 jours en or de Nicolas Brossette : la vendeuse « boutique Man ».
- 2014 : Amour sur place ou à emporter d'Amelle Chahbi : Blair Witch.
- 2017 : Les Grands Esprits de Olivier Ayache-Vidal :  la médecin à l'hôpital.
- 2017 : Jalouse de David Foenkinos & Stéphane Foenkinos : Isabelle.
- 2018 : Les Bonnes Intentions de Gilles Legrand : Agnès.
- 2019 : Ni une ni deux d'Anne Giafferi : Charlène Kelly.
- 2019 : Le meilleur reste à venir de Matthieu Delaporte & Alexandre De La Patellière : La femme avec la cigarette.
- 2020 : L'Esprit de famille d'Éric Besnard : Sandrine.
- 2021 : Délicieux d'Éric Besnard : Marquise de Saint-Genet.
- 2021 : Attention au départ ! de Benjamin Euvrard : Marie.
- 2021 : Les Fantasmes de David et Stéphane Foenkinos : Hélène.
- 2022 : Champagne ! de Nicolas Vanier : Marie.
- 2024 : Monsieur Aznavour de Grand Corps Malade et Mehdi Idir : Édith Piaf.

#### Courts métrages
- 2013 : Je ne veux pas être comédienne de Sébastien Bardet : Mona.
- 2016 : Deux escargots s'en vont de Jean-Pierre Jeunet & Romain Segaud.

### Télévision
- 2004 : PJ (saison 8 de PJ épisode 9 "Fatale vision") : Vanessa.
- 2006 : Hé M'sieur (téléfilm) : Martine Marot.
- 2006 : L'État de Grace (mini-série) : l'infirmière à couettes.
- 2008 : Paris, enquêtes criminelles (1 épisode) : Fanny Delorme.
- 2010 : Le Roi, l'Écureuil et la Couleuvre (téléfilm) : Catherine de Manneville.
- 2012 : Les Pieds dans le plat (téléfilm) : Anouchka Stern.
- 2013 : Scènes de ménages (1 épisode) : spécialiste des disputes de couple.
- 2015 : Une chance de trop (mini-série) : Claire Lambert.
- 2015-2018 : Au service de la France (24 épisodes) : Marie-Jo Cotin.
- 2018 : Le juge est une femme (1 épisode) : Claudia Maupin.
- 2018 : Le Jour où j'ai brûlé mon cœur (téléfilm) : Suzanna.
- 2019 : Jeux d'influence (mini-série) : Dr Robinson.
- 2019 : Parents mode d'emploi (1 épisode) : Léa Brunetti.
- 2021 : Je te promets (7 épisodes) : Maëlle.
- 2024 : Parents à perpétuité : Agathe.
- 2024 : Capitaine Marleau, épisode L'Ami français : Marie-Ange.

## Théâtre
- 2000 : Georges Dandin de Molière, mise en scène Pascale Daniel-Lacombe, Théâtre du Rivage, tournée.
- 2005 : Amadeus de Peter Shaffer, mise en scène Stéphane Hillel, Théâtre de Paris.
- 2006-2008 : L'Importance d'être constant d'Oscar Wilde, mise en scène Pierre Laville, Théâtre Antoine,  Opéra de Massy, tournée.
- 2008 : Question d'envie de Marie-Julie Baup, mise en scène Agnès Boury, Petit Théâtre de Paris.
- 2008 : La Forme des choses de Neil Labute, mise en scène Adrian Brine, Petit Théâtre de Paris.
- 2009 : Les Femmes savantes de Molière, mise en scène Arnaud Denis, Festival d'Anjou, Théâtre 14 Jean-Marie Serreau, Petit Théâtre de Paris
- 2010 : On purge bébé et Léonie est en avance de Georges Feydeau, mise en scène Gildas Bourdet, Théâtre du Palais-Royal.
- 2010 : Les Femmes savantes de Molière, mise en scène Arnaud Denis, Petit Théâtre de Paris.
- 2011 : Le Songe d'une nuit d'été de William Shakespeare, mise en scène Nicolas Briançon, Festival d'Anjou, Théâtre de la Porte-Saint-Martin.
- 2012 : Tartarin de Tarascon de Jérôme Savary, mise en scène de l'auteur, Théâtre André Malraux.
- 2013 : Le Songe d'une nuit d'été de Shakespeare, mise en scène Nicolas Briançon, Théâtre de la Porte-Saint-Martin.
- 2013 : La Station Champbaudet d'Eugène Labiche, mise en scène Ladislas Chollat, Théâtre Marigny.
- 2013 : Divina de Jean-Robert Charrier, mise en scène Nicolas Briançon, Théâtre des Variétés.
- 2015 : Irma la douce de Alexandre Breffort, mise en scène Nicolas Briançon, Théâtre de la Porte Saint-Martin.
- 2016 : Le Plus beau jour de David Foenkinos, mise en scène Anne Bourgeois, Théâtre Hébertot.
- 2017 : Faisons un rêve de Sacha Guitry, mise en scène Nicolas Briançon, Festival d'Anjou, théâtre de la Madeleine.
- 2018 : Papa va bientôt rentrer de Jean Franco, mise en scène José Paul, théâtre de Paris.
- 2018 : Le Prénom de Matthieu Delaporte et Alexandre de la Patellière, mise en scène Bernard Murat, théâtre Édouard VII.
- 2022 : Fast Romance de Jean-Daniel Magnin, co-mis en scène avec Maryam Khakipour, Théâtre du Rond-Point.
- 2022-2024 : Oublie-moi de Matthew Seager, adaptation et mise en scène Thierry Lopez et Marie-Julie Baup, Théâtre Actuel (Festival off d'Avignon), Théâtre de la Porte-Saint-Martin, Théâtre La Bruyère, tournée.

## Distinctions

### Récompenses
- Palmarès du théâtre 2013 : Prix du second rôle féminin pour Le Songe d'une nuit d'été.
- Festival Jean-Carmet 2017 : prix d'interprétation pour Jalouse  de David Foenkinos.
- Molières 2023 :
  - Molière de la comédienne dans un spectacle de théâtre privé pour Oublie-moi ;
  - Molière du metteur en scène d'un spectacle de théâtre privé ;
  - Molière du théâtre privé.

### Nominations
- Molières 2005 : Molière de la révélation théâtrale pour Amadeus.
- Molières 2014 : Molière de la comédienne dans un second rôle pour Divina.